# 3249 Мусашіно
3249 Мусашіно (3249 Musashino) — астероїд головного поясу, відкритий 18 лютого 1977 року.
Тіссеранів параметр щодо Юпітера — 3,517.